# Fatwa
Eine Fatwa (arabisch فتوى, DMG fatwā, pl. فتاوى fatāwā) ist eine von einer muslimischen Autorität auf Anfrage erteilte Rechtsauskunft, die dem Zweck dient, ein religiöses oder rechtliches Problem zu klären, das unter Angehörigen des Islam aufgetreten ist. Derjenige, der die Rechtsauskunft erteilt, ist in der Regel ein mit der islamischen Jurisprudenz (Fiqh) vertrauter Mann und wird als Mufti bezeichnet; derjenige, der um die Rechtsauskunft bittet, wird Mustaftī genannt. Als Rechtsauskunft ist die Fatwa somit die islamische Entsprechung zur Responsa, den Rechtsauskünften halachischer Autoritäten im Judentum.

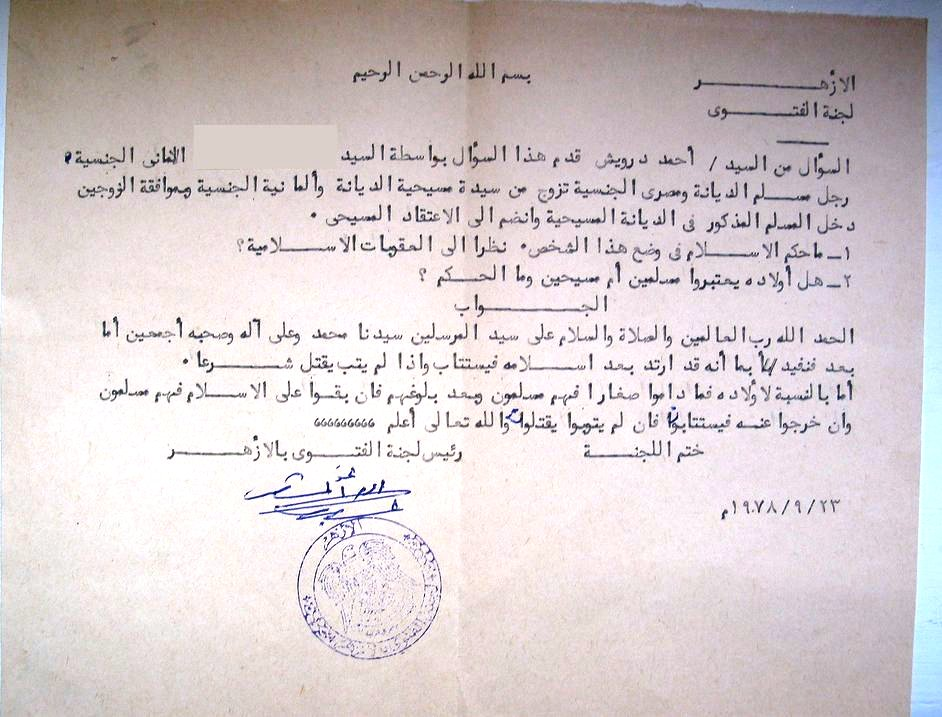
Islamisches Rechtsgutachten zur Apostasie im Islam

Das Wort Fatwā ist im Arabischen Femininum, wird im Deutschen als Femininum oder Neutrum behandelt.

## Bedeutung
Die Einflusssphäre der jeweiligen Fatwa beruht auf der persönlichen Autorität ihres Verfassers; das bedeutet, dass – anders als im Gerichtsurteil – die in der Fatwa vertretene Rechtsauffassung nur bindend für diejenigen ist, die diese Autorität auch anerkennen. Da der sunnitische Islam keinen Klerus kennt, gibt es auch keine allgemein akzeptierten Bestimmungen darüber, wer eine Fatwa ausstellen kann. Aus diesem Grund gibt es die sogenannte „Adab-al-Mufti-Literatur“, die die Pflichten von Mufti und Mustafti konkretisieren soll. Jede islamische Rechtsschule (Madhhab) folgt ihrem eigenen Rechtssystem, und die Muslime gehören jeweils unterschiedlichen Rechtsschulen an. So können sowohl theoretisch als auch praktisch verschiedene islamische Geistliche einander widersprechende oder konkurrierende Fatwas ausstellen.
In Ländern mit islamischem Recht werden Fatwas vor der Herausgabe meist von den nationalen Religionsführern diskutiert und beschlossen. Oftmals tun sie dies nicht völlig unabhängig von der Regierung. In solchen Fällen sind Fatwas kaum widersprüchlich und haben den Rang eines vollstreckbaren Gesetzes. Sollten sich zwei Fatwas widersprechen, wird meist von den Führern (in deren Händen ziviles und religiöses Recht liegt) ein Kompromiss erarbeitet, um zu klären, welche der beiden rechtlich wirksam sein soll.
In Ländern, in denen die Schari’a nicht Teil der Rechtsordnung ist, werden gläubige Muslime oft mit zwei konkurrierenden Fatwas konfrontiert. In einem solchen Fall folgen sie in der Regel dem Führer, der ihre religiöse Richtung vertritt oder dessen Entscheidung ihnen am ehesten entgegenkommt. So würden beispielsweise Sunniten meist derjenigen Rechtsschule folgen, der sie traditionell angehören, die Fatwa eines schiitischen Geistlichen jedoch nicht befolgen.
Seit den 1990er Jahren werden Fatwas, die zur Gewalt aufrufen, auch im Internet verbreitet. Bisher gibt es keine umfassende wissenschaftliche Untersuchung zum Gewaltgehalt von Fatwas.

## Fatwa-Sammlungen
→ Hauptartikel: Liste von Fatwa-Sammlungen
Schon im 10. Jahrhundert haben hanafitische Rechtsgelehrte in Transoxanien angefangen, ihre eigenen Rechtsauskünfte zu sammeln. Diese Fatwa-Sammlungen stellen neben den sogenannten mutūn („Grundlagentexte“) und den schurūh („Kommentare“) eine der wichtigsten Gattungen der islamischen Rechtsliteratur dar. Während in den Mutūn und den Schurūh die Tradition der eigenen Rechtsschule überliefert wurde, waren die Fatwa-Sammlungen ab der frühen Neuzeit der eigentliche Ort der Rechtsfortbildung. In ihnen trugen die muslimischen Gelehrten in Auseinandersetzung mit der älteren Literatur ihre eigenen Auffassungen vor, die sich zum Teil stark von der Tradition ihrer eigenen Rechtsschule entfernten.
Ab dem 13. Jahrhundert begann man auch im indischen Sultanat von Delhi, Fatwa-Sammlungen zusammenzustellen. Zu den bekanntesten Sammlungen, die hier entstanden, gehören al-Fatāwā al-Ghiyāthīya, von Dāwūd ibn Yūsuf al-Chatīb al-Baghdādī für Sultan Ghiyāth ad-Dīn Balbān (reg. 1266–1286) abgefasst, sowie al-Fatāwā at-Tātārchānīya, die ʿĀlim ibn ʿAlāʾ al-Hanafī (gest. 1397) mit einem Gremium von Gelehrten für Chān-i Aʿzam Tātār Chān, einem hochstehenden Adligen am Hofe von Firuz Schah Tughluq, zusammenstellte. Fünf Bände der letztgenannten Sammlung wurden zwischen 1984 und 1989 mit finanzieller Unterstützung der indischen Regierung in Hyderabad veröffentlicht.

## Fatwas anlässlich konkreter Vorkommnisse
Die bekannteste Fatwa, die auch den Begriff erst der nicht-islamischen Welt bekannt machte, stammt vom iranischen Ajatollah Chomeini. Am 14. Februar 1989 verlangte der Schiitenführer die Tötung des Schriftstellers Salman Rushdie wegen angeblicher Gotteslästerung in dessen erstmals im September 1988 in London öffentlich vorgestelltem Buch Die satanischen Verse und wegen Abfalls vom Islam.
Im September 2000 wurde von Scheich Nasr Farid Wassal, dem Großmufti von Ägypten, eine Tabak-Fatwa zur Unterstützung der nationalen Antiraucherkampagne erlassen. In den vier orthodoxen Rechtsschulen gibt es jeweils drei kontroverse Lehrmeinungen über Tabakgenuss: Einige sind der Ansicht, dass das Rauchen verboten sei, andere halten es für erlaubt bzw. verwerflich.
Am 26. Oktober 2005 veröffentlichten islamische Geistliche in Somalia eine Fatwa, die sich gegen die Beschneidung beziehungsweise die Genitalverstümmelung an Mädchen richtet. Darin wird die in Afrika weit verbreitete traditionelle Praxis als „unislamisch“ verurteilt. Scheich Nur Barud Gurhan, der stellvertretende Vorsitzende der Dachorganisation somalischer Geistlicher, setzte die Beschneidung von Frauen mit einem Mord gleich.  Im Jahr 2006 wurde eine weitere Fatwa gegen die Genitalverstümmelung an Frauen von der al-Azhar-Universität in Kairo erlassen. Die Initiative dazu kam u. a. vom Obermufti von Mauretanien und von Rüdiger Nehberg.
Im April 2006 kündigte Irans Staatspräsident Mahmud Ahmadineschad an, anlässlich der bevorstehenden Fußball-Weltmeisterschaft das bis dahin geltende strenge Stadionverbot für Frauen aufzuheben. Die Umsetzung der entsprechenden Gesetzesänderung wurde jedoch durch eine Fatwa des Ajatollah Mohammad Fazel Lankarani verhindert.
Im Mai 2012 wurde auf Grund des Liedes Naghi wegen Blasphemie und Beleidigung des zehnten Imam ʿAlī al-Hādī an-Naqī die Fatwa ausgesprochen, den in Deutschland lebenden persischen Rapper Shahin Najafi „für immer in die Hölle zu schicken“.
Im Oktober 2014 verfassten 120 international hochangesehene Autoritäten eine Fatwa, in der sie dem verkürzten Verständnis des Korans durch die Anhänger des Islamischen Staates widersprechen (Offener Brief an al-Baghdadi). Das Dokument setzt sich intensiv und detailliert mit der Islam-Interpretation des IS auseinander. Es stützt sich vollständig auf Aussagen und Handlungen der Anhänger des IS und ist in Arabisch verfasst.
Im Dezember 2015 wurde in Indien eine Fatwa durch ca. 70.000 indische islamische Geistliche gegen Terrororganisationen wie IS, Taliban, al-Qaida ausgesprochen. Inhalt war, dass diese Organisationen „nicht islamisch“ und „eine Gefahr für die Menschheit“ seien.